# Ďáblovo pokušení
Ďáblovo pokušení (v originále Un piede in paradiso) je italský komediální film z roku 1991 v hlavní roli s Thierrym Lhermittem, Budem Spencerem a Carol Alt.

## Děj filmu
Buddy Webster (Bud Spencer) je vlastníkem malé taxislužby v Miami. I přes finanční potíže s ním drží jeho řidiči a jsou smíření se snížením mezd, aby zachránili firmu, na které jim záleží, i když sami již nevěří, že se situace zlepší. Přední taxislužba ve městě, Rockwood Enterprises, chce Buddyho firmu odkoupit.
Proti vědomí pozemských bytostí vysílá na Zemi ďábel svou vyslankyni Veroniku (Carol Alt) a současně s ním vysílá Bůh svého anděla Viktora (Thierry Lhermitte). Veronika byla vyslána, aby šířila zlo a naopak Viktor je poslán, aby střežil Buddyho a dával mu dobré rady. Mezitím Buddy veze svým taxíkem mladého muže. Protože nemá na zaplacení, dá Buddymu různé věci, které měl po kapsách včetně výherního loterijního losu na 150 milionů dolarů. To však zatím ani jeden z nich neví. Buddy se to dozví během televizního slosování později a hodlá los schovaný ve své bundě vyměnit za výhru. Mezitím se mu do života připlete anděl Viktor. Na druhou stranu se Veronika zaplete s Rockwood Enterprises a jeho generálním ředitelem a oba se pokusí sami zmocnit nyní již Buddyho losu.
Následuje Buddyho a Viktorův hon za bundou s losem, kterou Buddyho manželka odnesla do čistírny. Když se podaří Buddymu los získat do držení, naskýtá se mu u něho doma situace, kdy šéf Rockwood Enterprises hodlá zastřelit Viktora, pokud s Veronikou nedostane výherní los. Buddy sice los předá a tím Viktora zachrání, vzápětí se však Veronika psychicky zhroutí a odmítne i Rockwooda, i peníze. Výhru tak získá Buddy, který díky ní zachrání svou firmu od úpadku. Mezitím jsou Veronika a Viktor nezávisle na sobě potrestáni, že nenaplnili svá poslání, tím, že si musí odžít lidské životy. Oba se spřátelí a zůstanou po boku Buddyho.

## Obsazení
| Bud Spencer       | John Bull „Buddy“ Webster, vedoucí malé taxislužby |
| Carol Alt         | Veronika Flameová, vyslankyně ďábla                |
| Thierry Lhermitte | Viktor, anděl, vyslanec Boha                       |
| Ian Bannen        | ďábel Lucifer                                      |
| Riccardo Pizzuti  | řidič taxislužby                                   |
| Jean Sorel        | svatý bratr                                        |
| Sharon Madden     | Betty Websterová, manželka Buddyho                 |
| Diamy Spencer     | Candice Webster, dcera Buddyho                     |
| Sean Arnold       | Morrison                                           |